# لئون لکویه
لئون لکویه (فرانسوی: Léon Lécuyer‎; ۸ آوریل ۱۸۵۵ – ۲۵ اکتبر ۱۹۱۵) شمشیرباز اهل فرانسه بود.
وی در مسابقات کشوری و بین‌المللی در مجموع برندهٔ ۱ مدال برنز شده‌است.